# Lithocarpus magnificus
Lithocarpus magnificus är en bokväxtart som först beskrevs av Dietrich Brandis, och fick sitt nu gällande namn av Aimée Antoinette Camus. Lithocarpus magnificus ingår i släktet Lithocarpus och familjen bokväxter. Inga underarter finns listade.